# 施普雷塔尔
施普雷塔尔（德語：Spreetal，意为“施普雷河谷”）是德国萨克森州的市镇，隶属于包岑县。总面积为108.86平方千米，截至2023年12月31日总人口为1,752人。